# Santa Catalina La Tinta

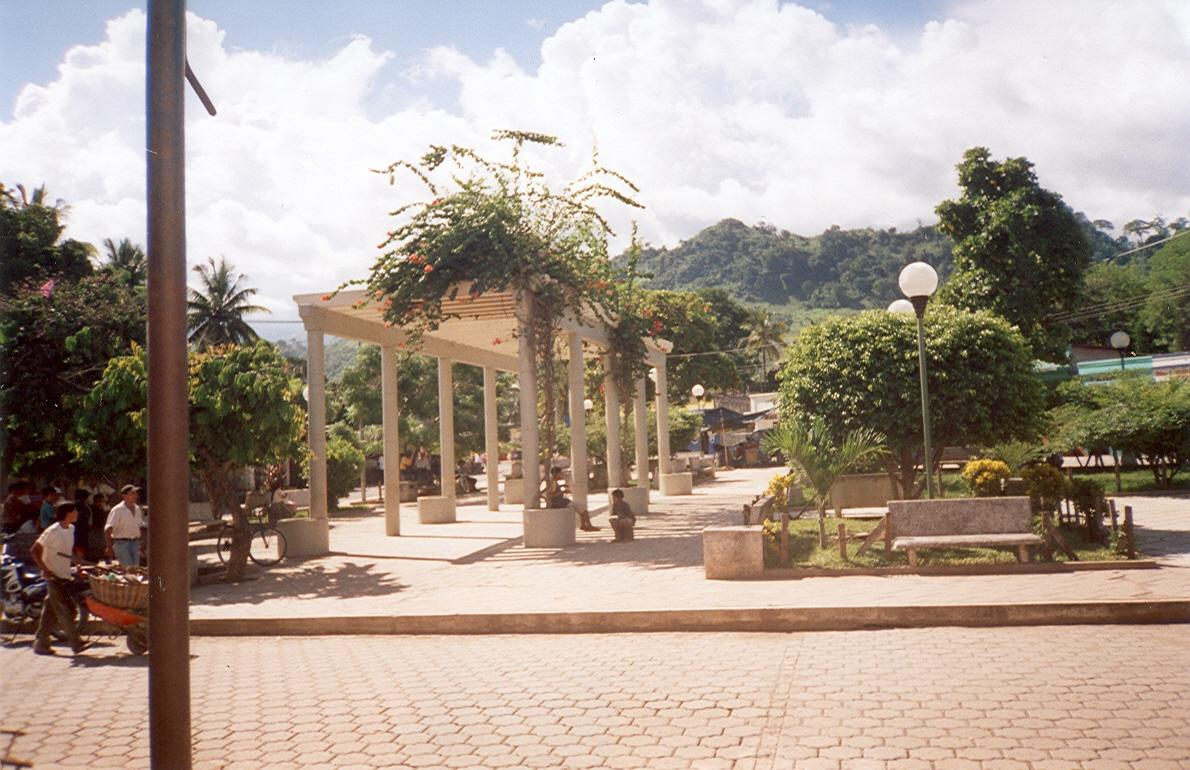
Praça central do município.

Santa Catalina La Tinta é uma cidade da Guatemala do departamento de Alta Verapaz. Está localizada no vale do rio Polochic. Era originalmente parte do município de Panzós, mas se separou no ano de 1999. No senso de 2002 o município possuía 27.027 habitantes.